# Escuela de Parma

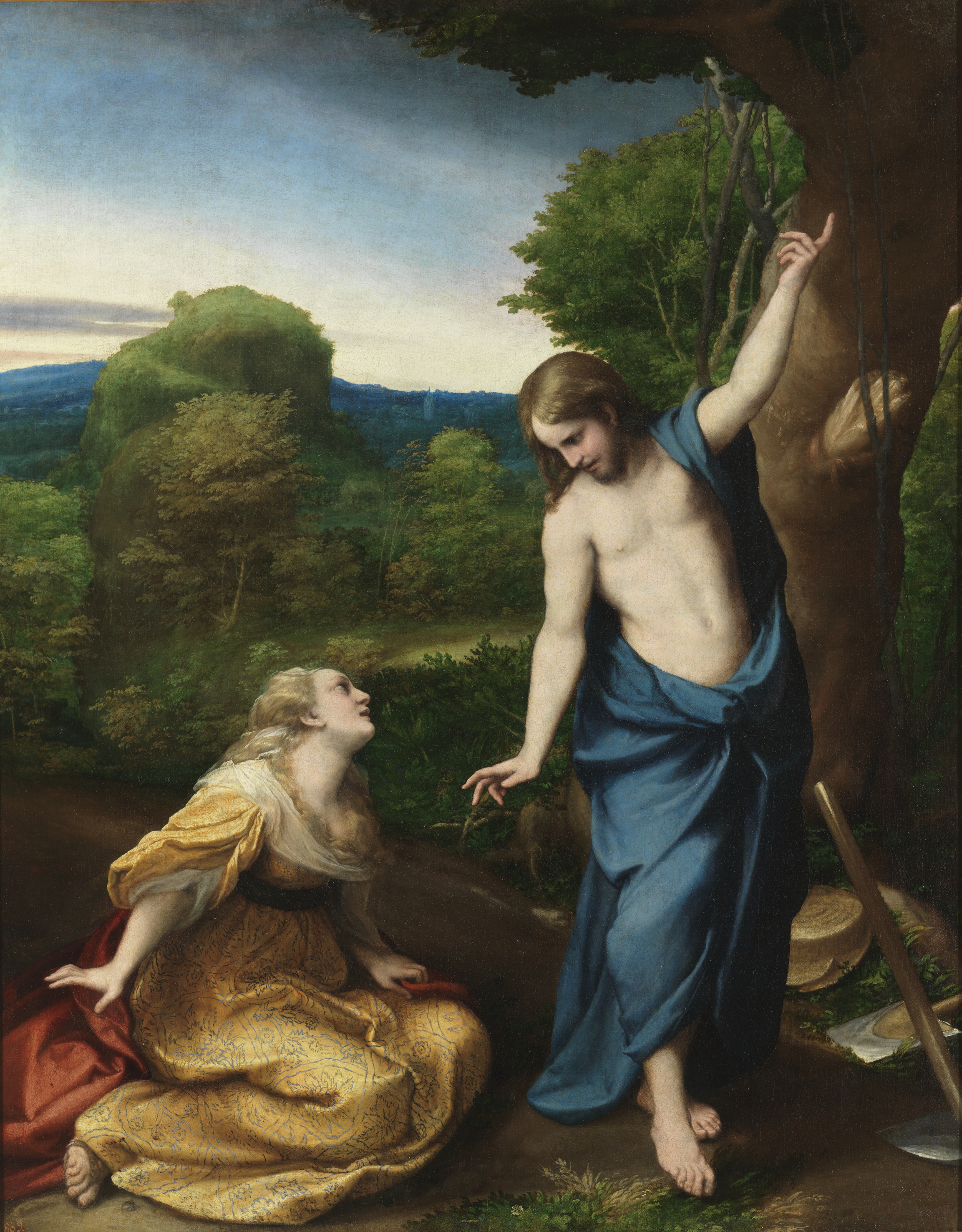
Correggio, Noli me tangere, Museo del Prado.

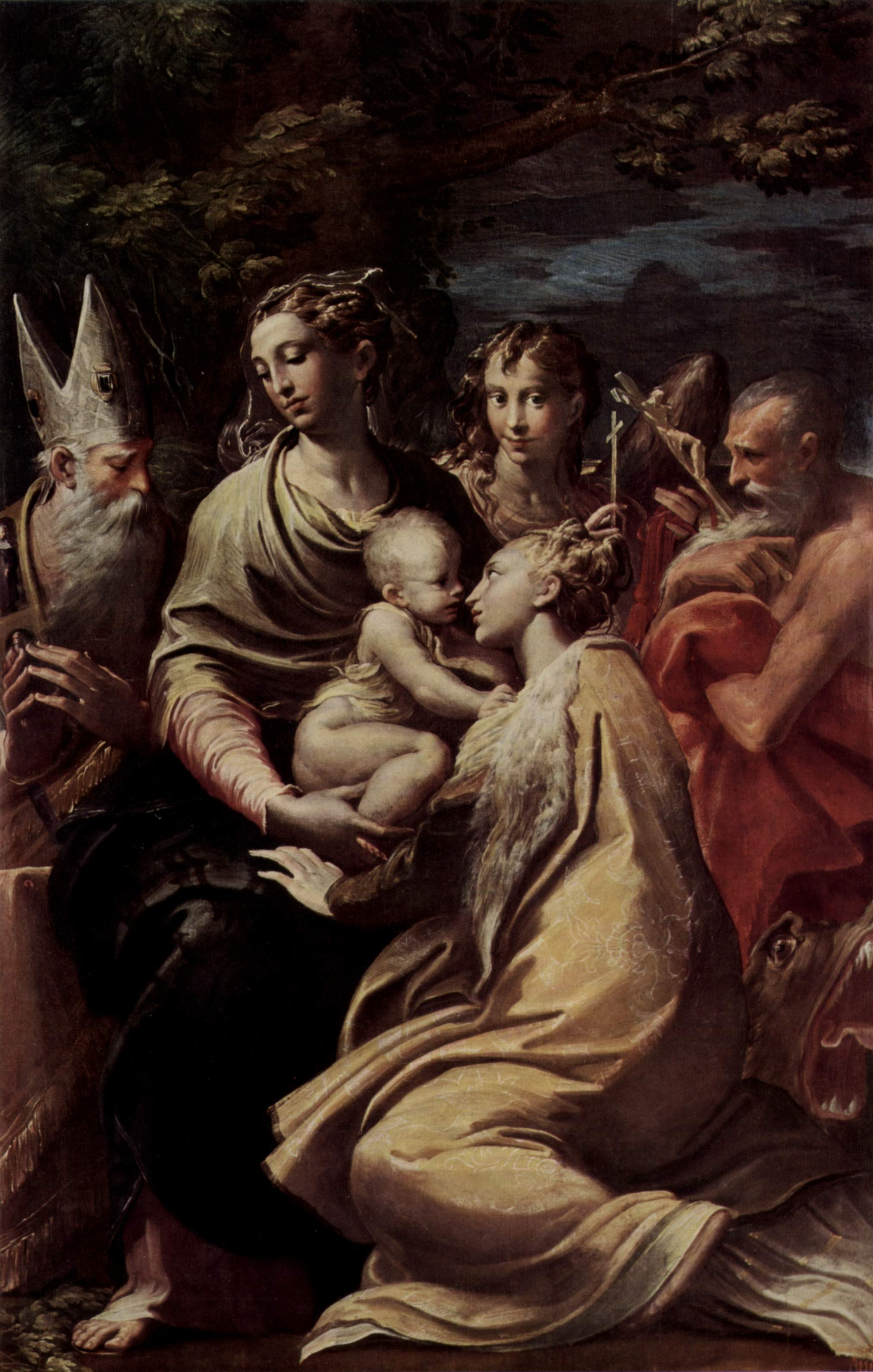
Parmigianino, Virgen con el Niño, San Pedro, San Jerónimo y el arcángel San Miguel, Pinacoteca Nazionale di Bologna.

La Escuela de Parma fue un círculo pictórico italiano, surgido en Emilia en torno a su capital, Parma en el siglo XVI. 
Ya a fines del siglo XV, existían en Emilia un buen número de artistas que, si bien no ofrecen en su mayoría caracteres comunes que puedan hacer hablar de escuela en sentido estricto, son los educadores de los grandes artistas que en el siglo posterior la formarían. Estos pintores son en su mayoría eclécticos y se nutren en fuentes distintas. Los primeros Mazzola, Michele y Pier Ilario, continúan inmersos en el modo cuatrocentesco, parmesano, mientras que Filipo le añade una nota de venecianismo. El más importante pintor de esta generación es Gian Francesco de Mainieri, también miniaturista, autor de varias Sagradas Familias de tierno color, ejecución minuciosa y composición clara, junto con Alessandro Araldi, digno autor de los frescos de la celda de S. Catalina, en Parma.
```
ambas consideradas también como exponentes cumbres de la pintura italiana del 
siglo
 
XVI
: Antonio Allegri, llamado 
Correggio
 (1493-1534), y Francesco Mazzola, llamado 
Parmigianino
. El primero parece educarse artísticamente con el ferrarés 
Francesco Bianchi Ferrari
, cediendo pronto a la sugestión mantegnesca, a la claridad de composición de Francesco Francia y al colorismo de Dosso. Poco después, la rígida corporeidad y pétrea dureza de las creaciones de Mantegna dejan paso a su estilo más característico, propio de una etapa más madura y personal, donde los volúmenes quedan suavemente difuminados gracias a una técnica ligera, colorista y sensual. Correggio es pintor fecundo, que nos ha dejado una buena cantidad de pinturas, de las que deben recordarse los «Desposorios de S. Catalina», de la 
National Gallery de Londres
, donde el estilo del artista está plenamente formado; «La Virgen adorando al Niño», de los 
Uffizi
, de delicada sencillez y emoción, y, sobre todo, la «Madonna de S. Jerónimo», de la 
Galería de Parma
, donde el maestro se muestra precursor de las grandes figuras que florecerían en el barroco. Dentro del género mitológico, cultivado por el pintor, sobre todo al final de su vida, conviene recordar la sensual serie de «Los Amores de Zeus», de la que destacan por su marcado clima erótico la bellísima «Danae» y la cálida «lo». Una actividad de capital importancia en la obra de Correggio es la de fresquista, y en esta especialidad el maestro se revela como el antecedente primero de las grandes decoraciones barrocas. En este campo hay que recordar los frescos mitológicos de la cámara de la abadesa Giovanna Piacenza en el convento de S. Paolo, de Parma, los de la cúpula del Duomo y los de la iglesia de S. Juan Evangelista, de la misma ciudad.
```

Aunque el eco de Correggio no se manifiesta abiertamente hasta el siglo XVII, existen, todavía en el XVI, un grupo de artistas que bien pueden ser incluidos en la escuela del maestro. Muchos de ellos son anónimos, como el autor del «Cristo Muerto», del Museo de Nápoles, y el realizador de los frescos, sobre cartones de Correggio, en la iglesia de S. Juan Evangelista en Parma. En la misma órbita correggiesca gira la obra de Pomponio Allegri, su hijo, que se limita a copiar con poco acierto la técnica paterna; en la Galería Nacional de Parma hay una «Madonna con el Niño y S. Juan Bautista» que es prueba de ello. Giovanni Maria Francesco Rondani debe ser considerado discípulo de Correggio, aunque no conste que directamente lo fuera. En la obra del artista («Virgen con santos», Museo de Parma) se advierten, como ya dijo Vasari, elementos que proceden de Dosso Dossi. Venido de Siena, Michelangelo Anselmi combina con la concepción correggiesca elementos sieneses provenientes de El Sodoma y Domenico Beccafumi, como puede apreciarse en la «Virgen con S. Sebastián y S. Roque», del Museo de Parma. Asimismo Gandino del Grano es considerado discípulo del maestro de Parma, pero su obra no es suficientemente conocida.
Parmigianino, pese a dejarse influir con alguna frecuencia, sobre todo en sus inicios como pintor, por el estilo blando y esfumado de Correggio, sabe crearse pronto un estilo personal muy diferente al del otro gran maestro parmesano. Frente a la ternura de técnica de que hace gala Correggio, encontramos pronto el dibujo firme y el contorno prieto de las figuras de Parmigianino que, en lugar de disolver los contornos en suave esfumado, los concentra con hábil detallismo. El tono mate de los lienzos de Correggio se convierte en Parmigianino en esmaltada superficie de tabla. El arte de Parmigianino es, por otra parte, más intelectual y caprichoso que el de Correggio, siendo uno de los más claros exponentes del manierismo italiano. Claros ejemplos son la «Madonna de la Rosa», de la Galería de Dresde, y, sobre todo, la «Madonna del Collo Lungo», de los Uffizi, donde lo caprichoso se mezcla con lo elegante y refinado hasta convertir la pintura en una de las más características del artista y de todo el manierismo. Otra faceta de Parmigianino como creador es la de retratista, actividad cultivada en muy menor escala por Correggio, siendo precisamente uno de los artistas italianos que en este campo realiza más y mejores pinturas. Inspirado en el estilo de retrato florentino del momento, a un paso del misterio que rodea a los pintados por Bronzino, el parmesano ejecuta un tipo de retrato noble, profundo y elegante, del que son buenas muestras el conocido por «Antea» del Museo de Nápoles y el del «Conde de San Segundo» del Museo del Prado.
El estilo de Parmigianino, demasiado personal y sutil, exquisito y caprichoso, tuvo menos eco posterior que el de Correggio. El único pintor que puede ser considerado su discípulo, y de hecho lo fue, es Girolamo Mazzola Bedoli, que recoge del maestro el mismo gusto por lo elegante, lo intelectual y refinado, como puede apreciarse en «La Virgen con el Niño y S. Bruno» del Museo de Múnich, o en la «Anunciación» un tanto misteriosa, de la Ambrosiana, de Milán.